# بيرسي اندروز
بيرسي اندروز (بالإنجليزية: Percy Andrews)‏ (12 يونيو 1922 في المملكة المتحدة - 28 فبراير 1985 في المملكة المتحدة) هو لاعب كرة قدم بريطاني (وحمل سابقاً جنسية المملكة المتحدة لبريطانيا العظمى وأيرلندا) في مركز الدفاع. لعب مع نادي بورتسموث ونادي يورك سيتي.